# 獨孤開遠
独孤开远（?—?），隋朝外戚，独孤信之孙，独孤罗庶长子。
独孤开远官至千牛，大业十四年（618年）宇文化及弑逆，裴虔通率叛军入成象殿，宿卫兵士都从逆。独孤开远带领数百殿内兵到玄览门，敲请求：“武器完备，足以破贼，陛下如能亲自临敌，人情自然安定；否则，祸事就在眼前。”竟然没有回答的人，军士逐渐散去。独孤开远与独孤盛于閤下力战裴虔通的叛军，反叛者捉住独孤开远，又为他的忠义行为感动而放了他。独孤开远嫡弟独孤纂嗣父爵，官至河阳郡尉。独孤纂弟独孤武都，大业末年，也担任河阳郡尉。独孤开远封为考城僖公，其子独孤大宝。